# Spondias robe
Spondias robe är en sumakväxtart som beskrevs av Ignatz Urban. Spondias robe ingår i släktet Spondias och familjen sumakväxter. Inga underarter finns listade i Catalogue of Life.